# Senecio hederiformis
Senecio hederiformis là một loài thực vật có hoa trong họ Cúc. Loài này được Cron mô tả khoa học đầu tiên năm 2007.